# Altri libertini
Altri libertini è l'opera prima di Pier Vittorio Tondelli, pubblicata nel 1980 da Feltrinelli. Il libro è una raccolta di racconti, anche se Tondelli preferì sempre definirlo come un romanzo a episodi, per via della ricorrenza delle situazioni narrate.
Catalogato inizialmente dalla maggior parte della critica come un fenomeno di costume destinato a esaurirsi nel breve volgere di una stagione, Altri libertini raccolse un clamoroso successo presso il pubblico, formato principalmente da coetanei del giovane scrittore, attratti innanzitutto dalla forte carica trasgressiva dell'opera ma anche dalla vicinanza ideologico-sociali alle vicende narrate.

## Storia editoriale
Il successo di pubblico indusse l'editore a predisporre fino a tre edizioni allorché il Procuratore generale dell'Aquila ordinò il sequestro del libro per oscenità e oltraggio della pubblica morale, a causa della denuncia presentata da un privato cittadino offeso dalla presenza di bestemmie e immagini obiettivamente forti o, perlomeno, insolite agli occhi della morale comune dell'epoca.
La successiva edizione Bompiani è stata edulcorata epurando il testo dalle bestemmie.

## Contenuto
La raccolta si compone di sei racconti: Postoristoro, Mimi e istrioni, Viaggio, Senso contrario, Altri libertini e infine Autobahn.
I protagonisti del libro sono dei giovani degli anni settanta, portati a un libertinaggio eversivo da quella società che ha prodotto il compromesso storico, escludendo di fatto quei giovani che si rifiutavano di conformarvisi: si tratta di tutta una umanità sommessa che cerca e trova la panacea alle proprie miserie nella droga o nella fuga da tutto e da tutti, anche da se stessi.
E quell'Europa del Nord (Amsterdam, Bruxelles, l'Autobrennero...) vagheggiata e talvolta raggiunta da alcuni protagonisti rappresenta l'unica terra di libertà ancora concessa, in contrasto con quell'Italia provinciale, il cui simbolo è Correggio (città natale di Tondelli stesso), che è allo stesso tempo salvifica terra natale e luogo di morte (sia essa civile, intellettuale...).

## Stile
Il linguaggio usato da Tondelli combina il parlato giovanile degli anni ottanta, dialettismi emiliani, qualche riferimento letterario alto (spesso in chiave parodica) e infine il linguaggio della musica, del cinema, del fumetto.

## Opere derivate
Nel 2015 esordisce al Festival Internazionale dei Quartieri dell'Arte di Viterbo la riduzione teatrale del romanzo, diretta da Massimiliano Vado.
Nel 2024 al RomaEuropaFestival debutta la versione teatrale di Licia Lanera.

## Edizioni
- Altri libertini, Milano, Feltrinelli, 1980. ISBN 88-07-88381-3.
  - trad. spagnola Otros libertinos, Barcellona, Anagrama, 1982.
  - trad. francese Les Nouveaux libertins, Paris, Éditions du Seuil, 1987.
  - trad. catalana Els nous llibertins, Barcellona, Laia, 1989.
  - trad. tedesca Andere Freiheiten, Reinbek, Rowohlt, 1990.
  - trad. polacca Libertyni inaczej, Cracovia, Ha!art, 2012.